# Sofia Bekatorou
Sofia Bekatorou (n. 26 decembrie 1977, Atena, Grecia) este o sportivă ce a reprezentat Grecia, medaliată olimpică. A participat la 4 ediții ale Jocurilor Olimpice (2000, 2004, 2008, 2016) în care a câștigat o medalie de aur și o medalie de bronz.